# Cypriotisch bruin zandoogje
Het Cypriotisch bruin zandoogje (Maniola cypricola) is een vlinder uit de onderfamilie Satyrinae en de familie Nymphalidae (aurelia's). De wetenschappelijke naam van de soort werd gepubliceerd in 1928 door Graves.
De soort komt voor in Europa.
1. ↑  (en) Cypriotisch bruin zandoogje op de IUCN Red List of Threatened Species.